# 永清
永清（えいしん）は、台湾で建国を宣言した台湾民主国が用いた私年号。1895年。

## 西暦・干支との対照表
| 永清 | 元年     |
| 西暦 | 1895年   |
| 干支 | 乙未     |
| 清   | 光緒21年 |
| 日本 | 明治28年 |